# Parafia Matki Bożej Nieustającej Pomocy w Piątkowej
Parafia Matki Bożej Nieustającej Pomocy w Piątkowej – parafia rzymskokatolicka znajdująca się w diecezji tarnowskiej, w dekanacie Nowy Sącz Centrum.
Proboszczem parafii od 2021 roku jest ks. Tadeusz Wojciechowski.